# De ontdekking van de hemel
De ontdekking van de hemel is een boek van de Nederlandse auteur Harry Mulisch (1927-2010). Het boek wordt door recensenten en indertijd bij leven ook door Mulisch zelf gezien als zijn magnum opus, zijn grootste en belangrijkste werk. Het haalde de shortlist van de AKO Literatuurprijs in 1993 en het werd genomineerd voor de NS Publieksprijs. Deze zeer lijvige roman (een paperback met meer dan 900 pagina's), die zijn eerste druk beleefde in oktober 1992, bleef gedurende de rest van de jaren 90 een bestseller. Het boek werd in 2001 verfilmd onder regie van Jeroen Krabbé, in een Brits-Nederlandse coproductie.

## Geschiedenis
In 2002 verscheen de veertig bladzijden lange eerste versie van het boek, Vonk, dat Mulisch in de jaren zeventig schreef. De ontdekking van de hemel was het eerste boek dat Mulisch schreef met behulp van een tekstverwerker omdat hij naar eigen zeggen geen zin meer had om 'soms honderden bladzijden te moeten overtypen'.

## Bespreking
Mulisch debuteerde vlak na de Tweede Wereldoorlog. In tegenstelling tot de Vijftigers, die toen in opkomst waren, schreef hij realistisch en surrealistisch. Mulisch goot zijn romans in de vorm van een lopend verhaal met een logisch tijdsverloop. Daarbij gebruikte hij soms technieken die ook voorkomen bij schrijvers zoals Shakespeare. In tegenstelling tot veel andere realistische schrijvers in de Nederlandse literatuur voegde hij daaraan veel symbolistische kenmerken toe. In De ontdekking van de hemel zijn dit onder andere de initialen van Quinten Quist en de wijze van overlijden van Max Delius. In deze en andere romans komen er motieven voor uit de mythologie van de klassieke oudheid. Naast de opbouw vertonen Mulisch' motieven eveneens overeenkomsten met oudere en bekende werken uit de hellenistische periode, Bijbelboeken, werken van schrijvers als Shakespeare, enzovoorts. De roman Hoogste tijd is bijvoorbeeld net als het toneelstuk Hamlet opgedeeld in vijf bedrijven en bevat een raamvertelling door een toneelstuk in een toneelstuk plaats te laten vinden. Dit is vergelijkbaar met Hamlet, maar met een laag extra. In De ontdekking van de hemel is tevens sprake van een raamvertelling, die meer lijkt op de Der Ring des Nibelungen en Job.
De ontdekking van de hemel is een roman. Mulisch' werk wordt soms vanwege de vele motieven en hun aard ook „filosofisch” genoemd. Het filosofische karakter is in dit boek terug te vinden in onder meer symbolistische motieven en de verwijzingen naar mythologie. Verder komen de christelijke en de joodse theologie uitvoerig aan bod. In het magnum opus van Mulisch wordt veelvuldig gerefereerd aan de Tenach door te verwijzen naar onder andere het verbond van God met de mensen, de Tien Geboden, enzovoorts. Het feit dat de mens met God gebroken zou hebben, dan wel andersom, is daarnaast te verbinden met de filosoof Friedrich Nietzsche. Nietzsche zei dat God dood was, maar wel omdat de mens hem zou hebben vermoord.
In De ontdekking van de hemel laat Mulisch de motieven, stijlen, verwijzingen enzovoorts die hij eerder in zijn oeuvre gebruikte grotendeels terugkomen. Hierdoor wordt het gehele oeuvre met elkaar verbonden.
Veel werken van Mulisch bevatten sporen van de Tweede Wereldoorlog. Hieronder naast De ontdekking van de hemel ook het verhaal Tussen hamer en aambeeld (1947), de roman Het stenen bruidsbed (1959), de rapportage De zaak 40/61 (1962), en de romans De aanslag (1982) en Siegfried (2001). Motieven als destructie versus Schepping, goed versus kwaad, enzovoorts, zijn terugkerende thema's.
Mulisch onderscheidt zich in deze en andere werken van zijn tijdgenoten, de Vijftigers, door zijn gebruik van de klassieke regels van de roman. De Vijftigers en de daaraan verbonden Cobra-beweging laten meer fantasie toe in aan de realiteit ontleende figuren, zoals gezichten of objecten. Schrijvers hechten meer aan spontaniteit en (veel) minder aan spelling, interpunctie, enzovoorts. De Grote Drie, W.F. Hermans, Gerard Reve en Mulisch, wijken hierin min of meer af, waarbij Mulisch een duidelijk andere stijl hanteert met een eigen karakter. In zijn hele oeuvre is weinig te vinden van de typische vormen van spontaniteit die de Vijftigers kenmerken. Het slot van De ontdekking van de hemel doet anders dan veel andere werken van Mulisch surrealistisch aan.

## Samenvatting van de inhoud en plot

### Structuur
De roman bestaat uit vier delen, die elk meerdere hoofdstuken bevatten: totaal 63:
- Eerste deel: het begin van het begin
- Tweede deel: het einde van het begin
- Derde deel: het begin van het einde
- Vierde deel: het einde van het einde

Het vierde deel wordt gevolgd door een Epiloog (nawoord)

### Het kader
De ontdekking van de hemel is een raamvertelling. In het kader vindt een dialoog plaats tussen twee engelen: een hoger en een lager geplaatste. Deze dialoog treft de lezer aan in de proloog, de drie intermezzo's en de epiloog van de roman. De Chef (God) wil een afgevaardigde in de gedaante van een mens op aarde het testimonium laten terughalen. Om de juiste persoon te creëren is een mens nodig met een perfecte DNA-samenstelling om de missie succesvol te laten verlopen.
Om de juiste grootouders aan vaders zijde bij elkaar te brengen, is het uitbreken van de Eerste Wereldoorlog onvermijdelijk, aldus de laagst geplaatste engel. Max Delius, de vader van de afgevaardigde, heeft een Joodse moeder en Oostenrijkse vader die in de Tweede Wereldoorlog aan de kant van de Duitsers werkt. De moeder van de afgevaardigde heeft Nederlandse grootouders die elkaar treffen tijdens een bombardement dat in Leiden plaatsvindt tijdens de Tweede Wereldoorlog.

### Het verhaal
De geschiedenis die de engel vertelt in de dialoog gaat terug naar het begin van de twintigste eeuw. Het uitgebreide verhaal begint in 1967 en vormt met 65 hoofdstukken het grootste gedeelte van de roman. Het begint met een ruzieachtig familiefeest in Den Haag. Mede door die sfeer wil Onno Quist naar huis in Amsterdam liften en krijgt een lift van Max Delius. Onno is filoloog en Max is sterrenkundige. De familie Quist is een conservatieve familie en Max is een man met snel wisselende bedpartners, een onderzoeker en een atheïst. Van familie is bij hem nauwelijks sprake meer; die is in de Tweede Wereldoorlog grotendeels omgekomen in Auschwitz of door andere omstandigheden. Max is dus het tegendeel van Onno's familie. Onno en Max ontmoeten later Ada Brons, een celliste met wie Max een intieme relatie krijgt. Ada repeteert en treedt op met haar muzikale partner Bruno. Onno, Max en Ada hebben veel contact, zowel vriendschappelijk als amoureus. De relatie tussen Max en Ada is serieus en vormt voor Max een breuk met zijn eerdere leven. Ada verbreekt de relatie, vlak nadat Max met de zin „maak jezelf maar klaar” een vrijage heeft afgebroken.
Max gaat op datzelfde moment actief op zoek naar zijn familiegeschiedenis. Met Onno, die hem ophaalt als hij de vrijage met Ada abrupt beëindigt, bezoekt hij het Rijksinstituut voor Oorlogsdocumentatie en hij gaat alleen op reis naar Duitsland en Polen. Tussen Ada en Onno ontstaat in die periode een liefdesrelatie, maar de vriendschap tussen Onno en Max blijft desondanks volledig intact. Als kort daarop Ada moet spelen in Cuba gaan Max en Onno met haar mee. In de laatste nacht van hun verblijf daar, gaan zowel Onno als Ada, een stel nu, vreemd. Ada bedrijft met Max de liefde als zij aan het strand zijn. Onno deelt elders met een andere vrouw het bed. In het intermezzo dat volgt wordt duidelijk dat de afgevaardigde aan het strand door Max bij Ada verwekt wordt.

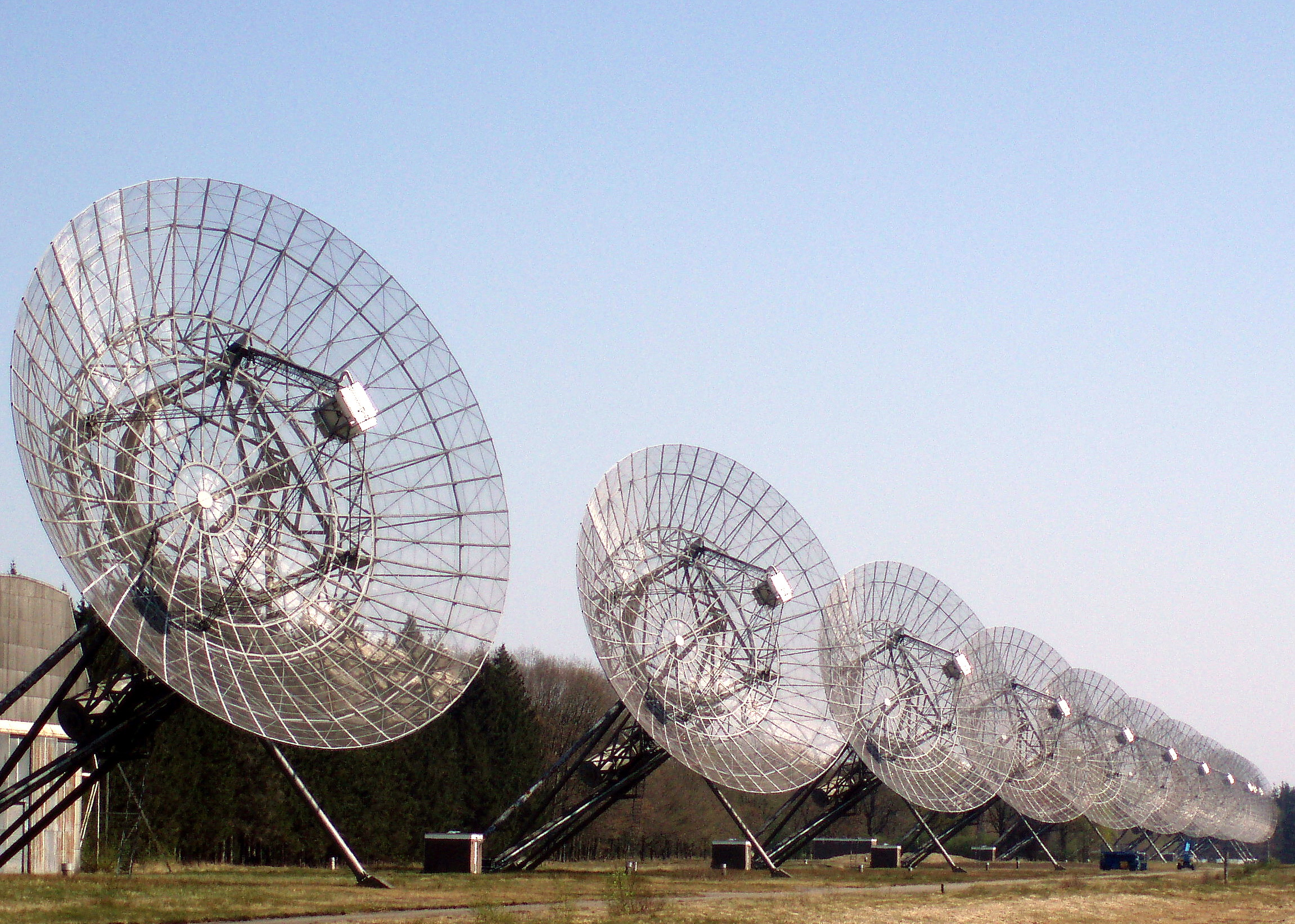
Schotels van de Westerbork Synthese Radio Telescoop bij voormalig Kamp Westerbork, 2007.

Max, Onno en Ada weten geen van allen wie de vader is van Ada's kind als blijkt dat ze zwanger is. Onno weet niet beter dan dat het van hem is en hij trouwt met Ada in Amsterdam. Na vijf maanden krijgt Ada echter een auto-ongeluk waardoor ze in coma raakt. Vanwege een groot schuldgevoel biedt Max aan om het kind op te voeden samen met Sophia Brons, de oma van het kind, waar Onno mee instemt. Max heeft intussen bij de Westerbork Synthese Radio Telescoop een nieuwe baan verkregen en de drie gaan wonen op Groot Rechteren, een kasteel in de omgeving. Tijdens haar coma bevalt Ada met een keizersnede van Quinten Quist. Quinten is een wat vreemde jongen in de ogen van zijn medebewoners op Groot Rechteren. Hoewel hij pas laat kan praten, kan hij dat meteen veel beter dan leeftijdsgenoten. Zijn interesse ligt al vroeg bij architectuur en andere onderwerpen die niet voor de hand liggen voor zijn leeftijd.
De levens van Onno, Max en Quinten nemen allerlei wendingen. Max en Sophia hebben een goed functionerende, maar zakelijke relatie. 's Nachts delen ze echter met regelmaat het bed, als Sophia de slaapkamer van Max insluipt. Onno gaat terug naar zijn oude vriendin, Helga. Zij overlijdt echter door grof geweld. In de politiek is hij geen kandidaat meer als men ontdekt dat hij in Cuba overleg over de gewapende strijd heeft bijgewoond onder het bewind van Fidel Castro. Nadat zijn politieke carrière is stukgelopen en zijn partner dood is vertrekt hij met onbekende bestemming. Zijn oude beroep van filoloog biedt hem geen bevrediging meer nadat hij de Schijf van Phaistos niet kon ontcijferen. In dezelfde periode komt Max' leven ten einde als hij 's avonds in een oude kampbarak van Westerbork wordt getroffen door een bewust gestuurde meteoriet. Hij had de nieuwste astronomische metingen vlak daarvoor anders geïnterpreteerd. Het begin, de Oerknal, was ontstaan uit een eerdere oneindigheid: de ontdekking van de hemel, tevens de titel van dit boek. De onderzoeker, die door de oerknal als door een sleutelgat heenkijkt met zijn nieuwe verklaring, wordt vanuit de hemel vernietigd.

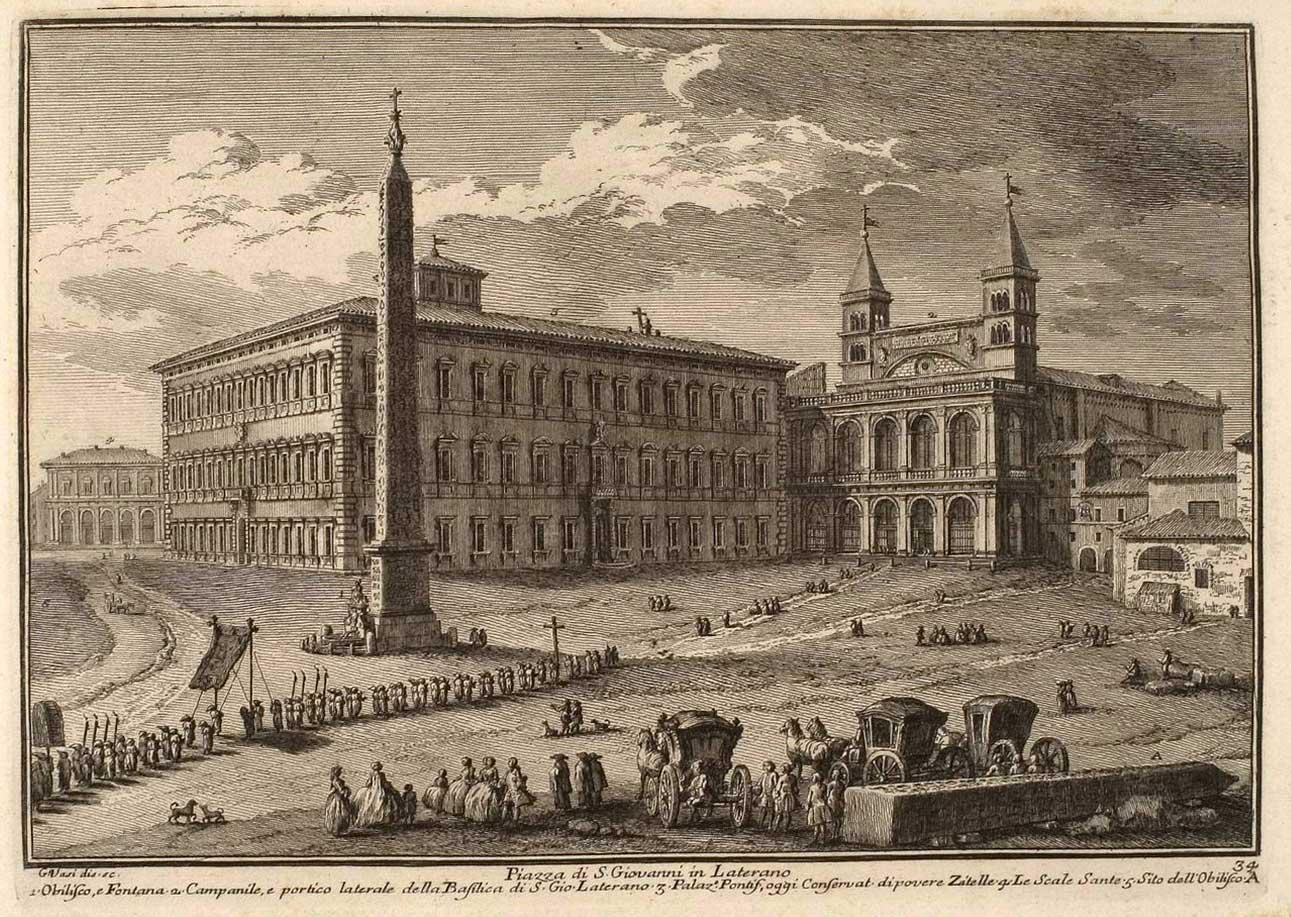
Het Lateraanse Paleis in Rome met de Heilige trap en het Sancta Sanctorum. Gravure van Giuseppe Vasi, 1752.

Quinten probeert tijdens zijn puberteit zijn vader, Onno, te traceren. Hij vertrekt daarvoor naar Italië, mede geïnspireerd door dromen van een burcht die in hem de interesse voor architectuur hebben gewekt. Op het plein voor het Roomse Pantheon vindt hij zijn vader terug. Quinten raakt na veel denken en gesprekken met Onno overtuigd van de aanwezigheid van de steen met de Tien Geboden in het Sancta Sanctorum van de basiliek Sint-Jan van Lateranen naast het Lateraans Paleis in Rome. Toen tijdens een sedisvacatie (onbezette bisschopszetel) de vicaris-generaal van het bisdom Rome zou zijn uitgevallen konden de pauselijke geheimen niet worden overgedragen. Dit zou zijn gebeurd toen het Lateraans Paleis eeuwen eerder de hoofdresidentie van de paus was. Hoewel Onno dit niet gelooft, breken ze samen in. Ze vinden daadwerkelijk de Stenen Tafelen. Onno verliest echter in alle opwinding zijn wandelstok, die zijn aanwezigheid daar verraden kan. Onno en Quinten vluchten samen naar Israël.
Als Onno in Israël op een terras een vrouw ziet, die op haar arm een kampnummer getatoeëerd heeft staan en precies de blauwe ogen van Quinten heeft, realiseert hij zich dat Quinten mogelijk zijn zoon niet is. Max' moeder zou in Auschwitz omgebracht zijn, maar de tatoeage doet hem anders vermoeden.
Quinten zelf ziet intussen zijn omgeving veranderen in de Burcht uit zijn droom. Nadat hij met de Stenen Tafelen naar binnen is gelopen, treft hij zijn moeder Ada aan. Als Onno ontdekt dat Quinten met de Stenen Tafelen weg is, belt hij Sophia, die hem vertelt dat Ada gecremeerd is na geëuthanaseerd te zijn. Dat laatste is op exact hetzelfde moment gebeurd als waarop hij en Quinten de Tien Geboden stalen. Bij het horen van dit alles krijgt Onno opnieuw een hersenbloeding en wordt vermoedelijk door Sophia opgehaald in Jeruzalem.

## Ontvangst
De ontvangst van Mulisch' De ontdekking van de hemel was weliswaar wisselend, maar overwegend positief. Diverse media berichtten over het magnum opus van de schrijver. De ontdekking van de hemel werd door de lezers van NRC Handelsblad in 2007 verklaard tot het beste Nederlandstalige boek aller tijden. Een selectie recensies luidt als volgt:
Toch kan ik niet concluderen dat het een echt goede roman is. Daarvoor springen de gebreken te veel in het oog. [...] De ontdekking van de hemel blijft een overschatte roman, maar wel een heel onderhoudende en bij tijd en wijle zelfs ontroerende.— Recensieweb, 7 maart 2007
Hoewel de roman mij in zijn geheel heeft geïmponeerd, meen ik mij te herinneren, maar ik wil mij voorzichtig uitdrukken, dat hij op sommige ogenblikken, vooral in het Derde Deel, wat verslapt.— Trouw, 15 oktober 1992
Mulisch' roman is niet alleen virtuoos en vermakelijk, maar ook ontroerend en spannend: een schitterende uitnodiging om deze hemel te ontdekken. Wie in staat is zo'n boek te schrijven kan zich heel wat pretenties veroorloven.— Trouw, 21 november 1992
Sein jüngster Roman, der jetzt auf deutsch erscheint, hat die niederländischen Kritiker zu Vergleichen mit Thomas Mann und Robert Musil angeregt.— Der Spiegel, 1 maart 1993
For sheer novelistic bravura, The Discovery of Heaven often delights both the mind and the heart. But in his determination to astound the world with a mock-theological epic, Mr. Mulisch doesn't know when to stop.— The New York Times, 5 januari 1997

## Thema's en motieven

### Vernietiging

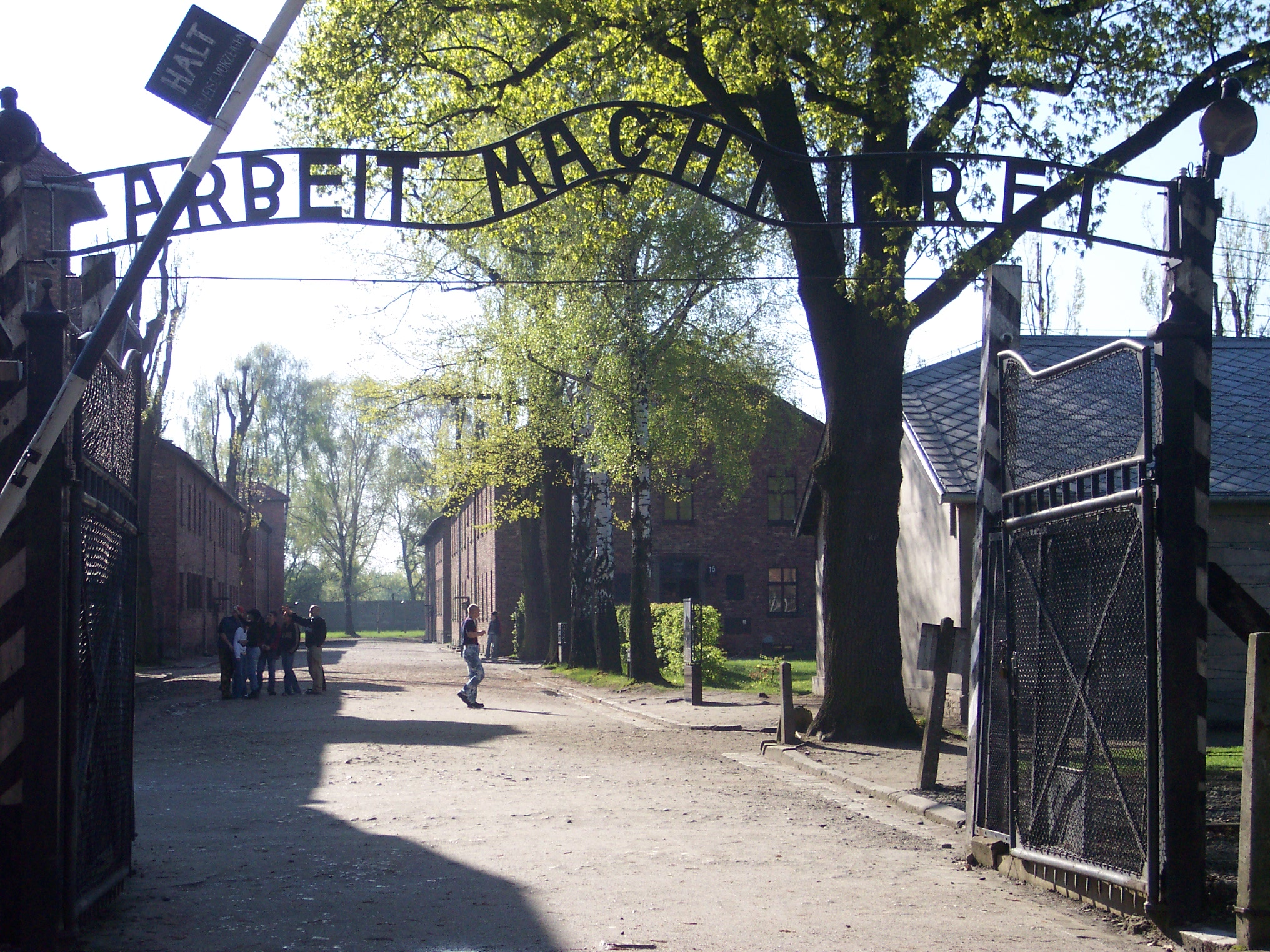
Vernietigingskamp Auschwitz, een van de plaatsen waar Max zoekt naar zijn familiegeschiedenis

Het thema vernietiging keert veelvuldig terug in de roman. Een aantal voorbeelden:
- de Eerste[g] en de Tweede Wereldoorlog
- het bombardement op het Leids rangeerterrein[h]
- de dood van Ada als gevolg van een auto-ongeluk[2]
- de dood van Max, getroffen door een meteoriet[2]
- het einde van Onno's carrière als zijn politieke positie onhoudbaar wordt en hij niet kan presteren bij het vertalen van de Schijf van Phaistos[2]
- Onno's verlies van Quinten als biologische zoon, als die verwekt blijkt te zijn door Max[2].

### Verwijzing naar andere teksten
- De raaf Edgar[i], die voorkomt als Onno's huisdier, zou verwijzen naar het gedicht The raven van Edgar Allan Poe. Hierin landt de raaf telkens op het borstbeeld van Pallas Athena, godin van de hemel. De raaf in Poe's gedicht bezoekt een man die treurt om het verlies van zijn geliefde. Onno rouwt om het verlies van Ada en Helga, zijn overleden geliefden.
- De raaf verwijst ook naar de Bijbelfiguur Elia, die gevoed werd door raven.[14]

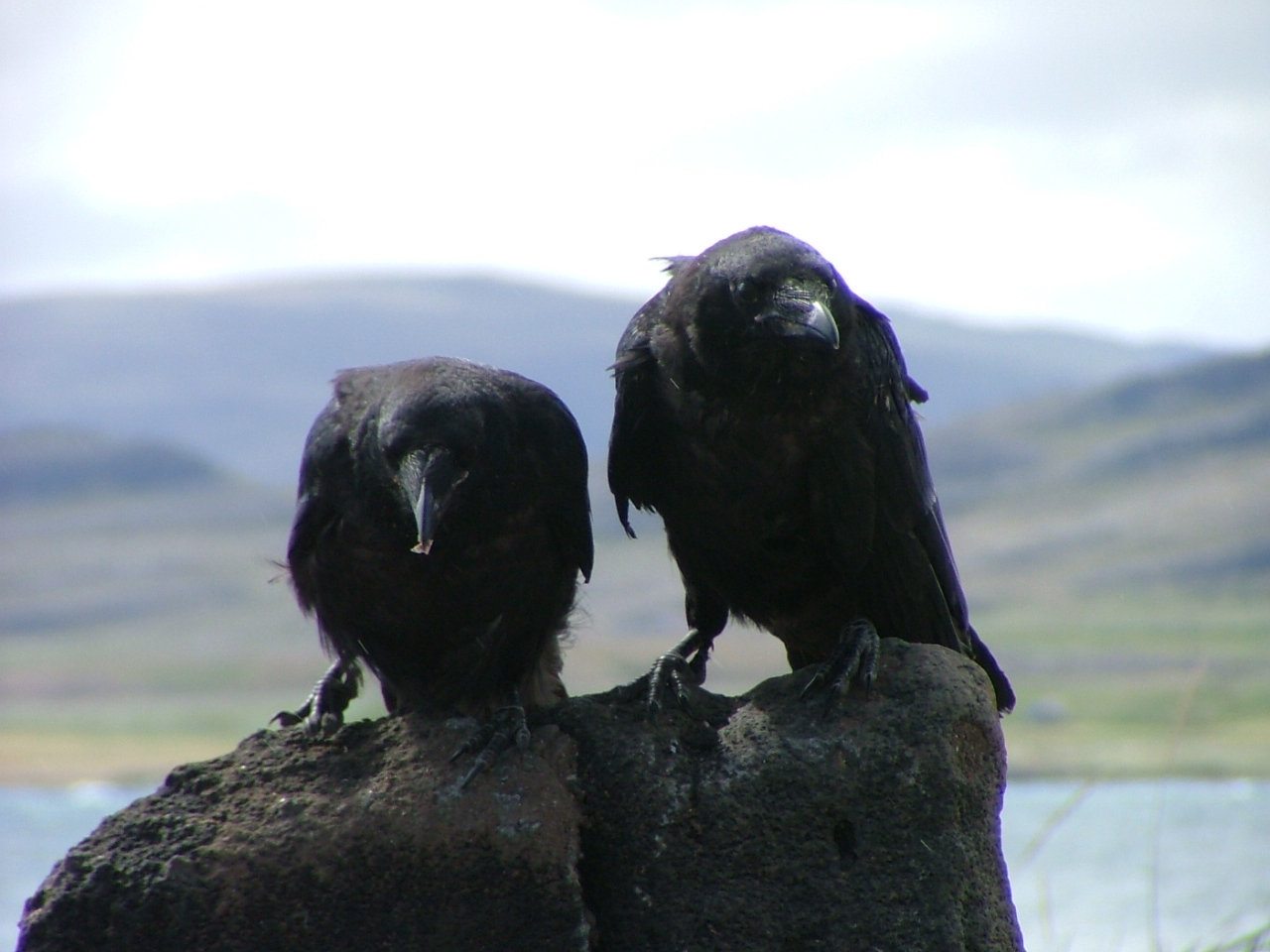
Raven, afwisselend symbool van goed of kwaad in de literatuur

- Mulisch' werk vertoont overeenkomsten met de middeleeuwse graalromans. Ook hierin wordt gezocht naar een heilig object dat is te vinden in een burcht. In De ontdekking van de hemel is de Burcht in Quintens droom aanwezig en daarna aan het einde van de roman, wanneer Quinten in de hemel wordt opgenomen. In de graalromans wordt altijd een missie volbracht door een mens met messiaanse kenmerken. Deze verhalen zijn vaak mystiek, met name als de messiaanse hoofdpersoon van aarde verdwijnt.[15]
- Er worden in het verhaal verschillende literaire werken besproken, met name in de vriendschap tussen Max en Onno, waaronder het Gilgamesch-epos (een van de oudste verhalen ter wereld) en de Brief aan den Vater en Het Proces van Kafka.
- Quinten wordt met een keizersnede ter wereld gebracht en een van de artsen die daarbij betrokken is heet Anton Steenwijk, net als het hoofdpersonage uit De aanslag, dat ook in dat verhaal anesthesist is.
- Het boek is qua structuur vergelijkbaar met Wagners Der Ring des Nibelungen. In Wagners stuk wil de Opperste God Wotan zijn macht herwinnen, waarbij zijn eigen regels hem in de weg zitten.
- Met de raamvertelling van de hemelse dialogen als duiding van het aardse bestaan, lijkt de auteur te verwijzen naar zowel het Bijbelboek Job als Goethes Faust. Ook het pact dat Francis Bacon sluit in De ontdekking van de hemel is een onderwerp van gesprek tussen de engelen.[j] Dit gaat terug op Faust, waarnaar de engelen in de roman zelf verwijzen.[k] Hierbij betrekken zij de versies van Faust van Christopher Marlowe (1590), Goethe (1808/1832) en Thomas Mann (1947).

### Wetenschap en religie

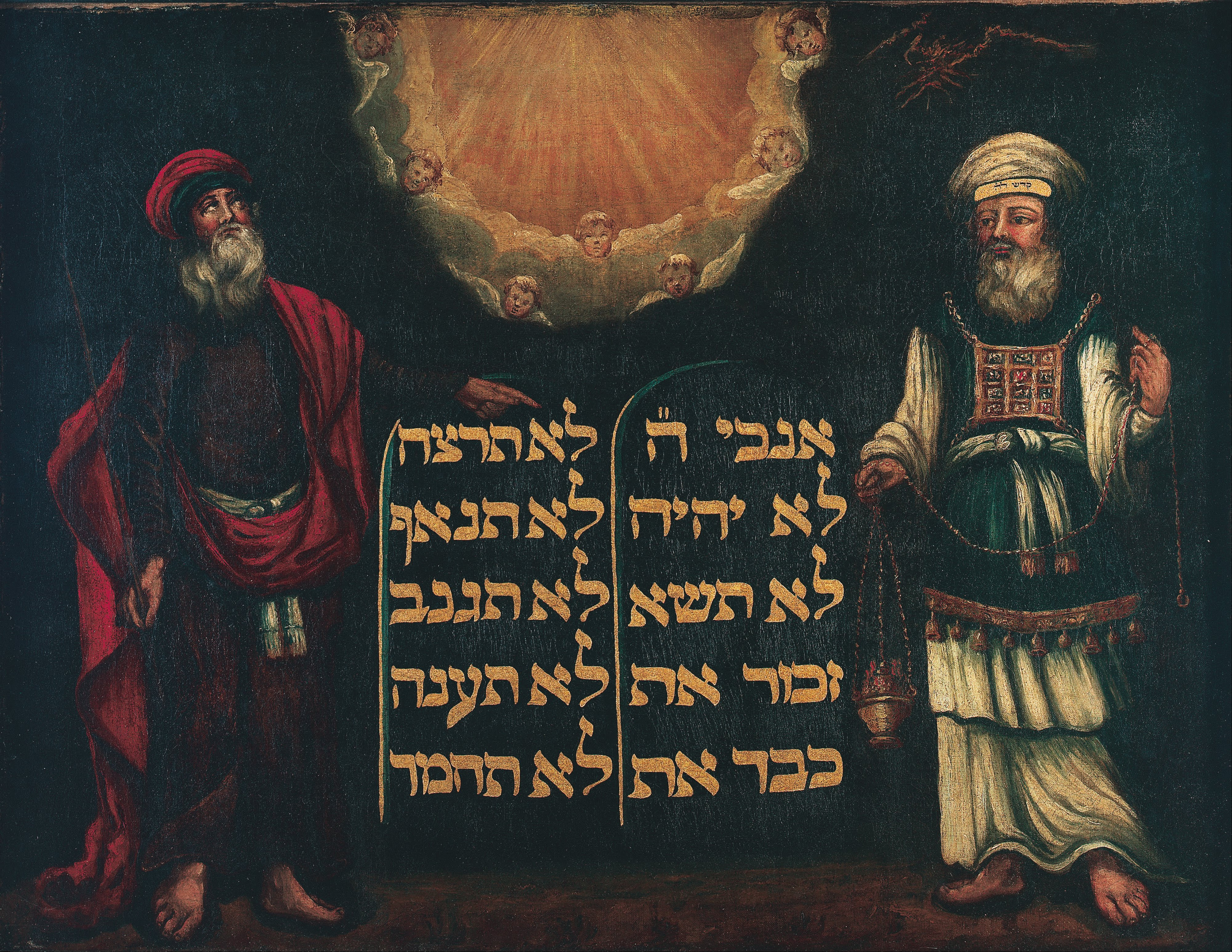
De Stenen Tafelen, hier afgebeeld met Mozes en Aäron

In het gesprek tussen de engelen wordt de wetenschap al aangehaald als motief, omdat de mens met het DNA-onderzoek zich de scheppende kracht heeft toegeëigend. De technologie maakt de geboorte van Quinten overigens weer mogelijk, omdat in de comateuze Ada de vrucht kan groeien en via een keizersnede het kind geboren kan worden.
In de roman lijkt God zich terug te trekken uit dit deel van zijn schepping. Ook de bovengenoemde verwijzing naar Elia is een verband met religie. De uitspraak dat de hemel niet bestaat zoals wel de hel in de gedaante van Auschwitz, verwijst naar de religieuze begrippen „hemel” en „hel” en naar de wetenschappelijke vooruitgang die de vernietigingskampen mede mogelijk maakte. De mens heeft zich dus de scheppingskracht eigengemaakt, die eerder was voorbehouden aan God. Maar tevens is de vernietigingskracht die de mens ermee heeft verkregen ongekend (onaards).

### Actualiteit

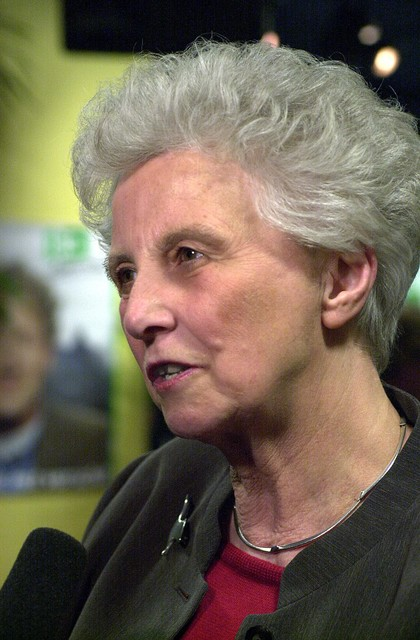
Els Borst

In de tijd dat De ontdekking van de hemel uitkwam, speelde in de politiek het debat rondom euthanasie. D66-minister van Volksgezondheid Els Borst maakte die uiteindelijk mogelijk met wetgeving tijdens het Kabinet-Kok I. Ada's leven wordt in De ontdekking van de hemel ten slotte actief beëindigd door haar moeder met insuline.
Daarnaast komen er verschillende politieke gebeurtenissen aan bod van de tijd waarin de roman zich afspeelt, bijvoorbeeld de Cubaanse revolutie, Gorbatjov in Rusland en generaal de Gaulle in Frankrijk.

## Personages
Onno Quist staat in de roman min of meer als sleutelfiguur in verbinding met Hein Donner, een vriend van Mulisch. Donner was schaker, schrijver en bestuurslid van het genootschap Nederland-Cuba. De familie Quist is een behoudende, calvinistische familie. Veel familieleden hebben rechten gestudeerd en bekleden functies in het openbaar bestuur en de rechterlijke macht. Onno zelf is meer links georiënteerd en van beroep is hij filoloog, deskundige op het gebied van dode talen.
Max Delius doet denken aan Mulisch zelf, met een Joodse moeder en een pro-Duitse vader tijdens de Tweede Wereldoorlog. Hij is de biologische vader van Quinten en samen met Sophia Brons voedt hij hem op. Voor hem is het vaderschap onzeker en de buitenwereld, inclusief Onno, weet niet beter dan dat Onno Quist de vader van Quinten is.
Quinten Quist is de messiaanse figuur met de opdracht het testimonium terug te brengen. De naam Quinten kan als meervoud van Quint (Latijn voor vijf) gezien worden en dat lijkt geen toeval omdat de decaloog, de Tien Geboden, zijn bestaansrecht vormen. Ook zijn initialen Q.Q. hebben een Latijnse betekenis: Qualitate Qua (ambtshalve). Dit kan duiden op de reden van Quintens aanwezigheid op aarde. De heilige Kwinten was verder volgens de Rooms-katholieke legende een uiterst succesvol missionaris.
Ada Brons, de jonge celliste, is de moeder van Quinten die nog maagd is als ze Max als vriend krijgt en met hem haar eerste seksuele ervaringen deelt.
Sophia Brons is de moeder van Ada. Hoewel zij dus Quintens grootmoeder is, neemt zij met Max de opvoeding op zich omdat Ada in coma is geraakt voordat Quinten geboren werd. „Mevrouw" Brons sluipt af en toe Max' slaapkamer binnen in het kasteel Groot Rechteren. Dit seksuele contact beëindigt ze als Quinten op zevenjarige leeftijd een keer haar lege slaapkamer betreedt terwijl zij in die van Max was voor hun intieme contact.
Bruno is Ada's partner in de muziek. Met hem heeft ze géén seksuele relatie, maar samen vormen zij een muzikaal duo.
Helga is de vriendin van Onno, nadat Ada in coma raakt als gevolg van het auto-ongeval.
De namen Ada en Onno zijn palindromen. Omkering zou dus voor hen niets veranderen, laat staan hun identiteit verbergen. Gezien Max' familiegeschiedenis, doet hij juist dat wat zijn vriend en Ada niet goed kunnen. Max keert namelijk af en toe zijn voor- en achternaam om en stelt zich dan voor als Delius Max. Dit om niet met de beruchte oorlogsmisdadiger Wolfgang Delius, zijn vader, te worden geassocieerd. Deze gewoonte, het omdraaien van de voor- en achternaam, had Max' vader overigens zelf ook.

## Locaties

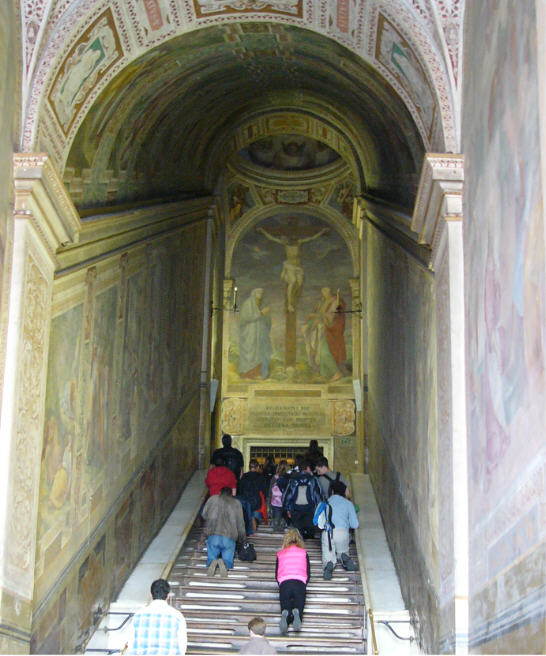
De Heilige Trap in het Lateraans Paleis naar het Sancta Sanctorum

Verschillende (historische) locaties spelen een belangrijke rol in het boek, waaronder Kamp Westerbork, Dwingeloo Radiotelescoop, Leiden, Amsterdam, concentratiekamp Auschwitz, Cuba, Venetië, Florence, Rome, Vaticaanstad en Jeruzalem. Kasteel Groot Hoenlo bij Olst komt onder de naam Groot Rechteren bij Dwingeloo voor als de plek waar de jonge Quinten opgroeit.

## Nominaties en prijzen
- 1993: Multatuliprijs
- 1993: Mekka-prijs
- 1993: Nominatie (shortlist) voor de AKO Literatuurprijs in 1993[3]
- 2007: verkozen tot Beste Nederlandstalige Boek Aller Tijden[9]

## Verfilming
De ontdekking van de hemel is in 2001 verfilmd als The Discovery of Heaven, geregisseerd door Jeroen Krabbé. De cast bestond uit onder anderen: Stephen Fry, Greg Wise, Ellen Vogel en Marjolein Sligte. Jeroen Krabbé speelde naast het regisseren tevens een rol en Edwin de Vries was verantwoordelijk voor het scenario. De film werd Platina en voor het beste scenario van 2002 kreeg Edwin de Vries een Gouden Kalf.

Cast
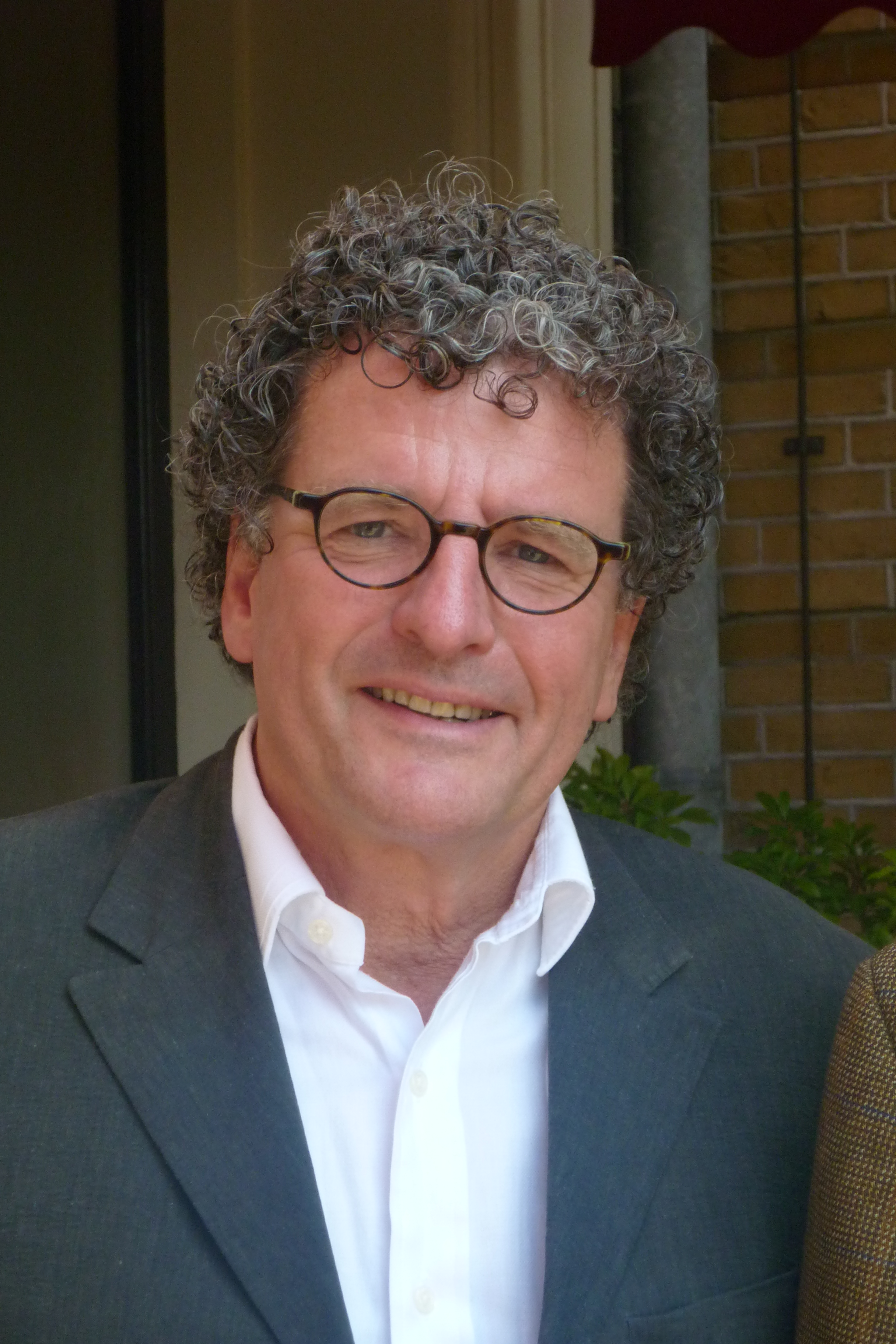
Edwin de Vries Scenario
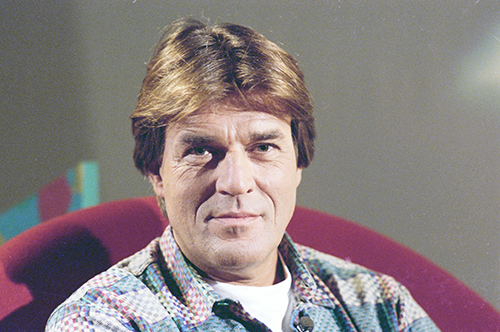
Jeroen Krabbé Regie Aartsengel Gabriël
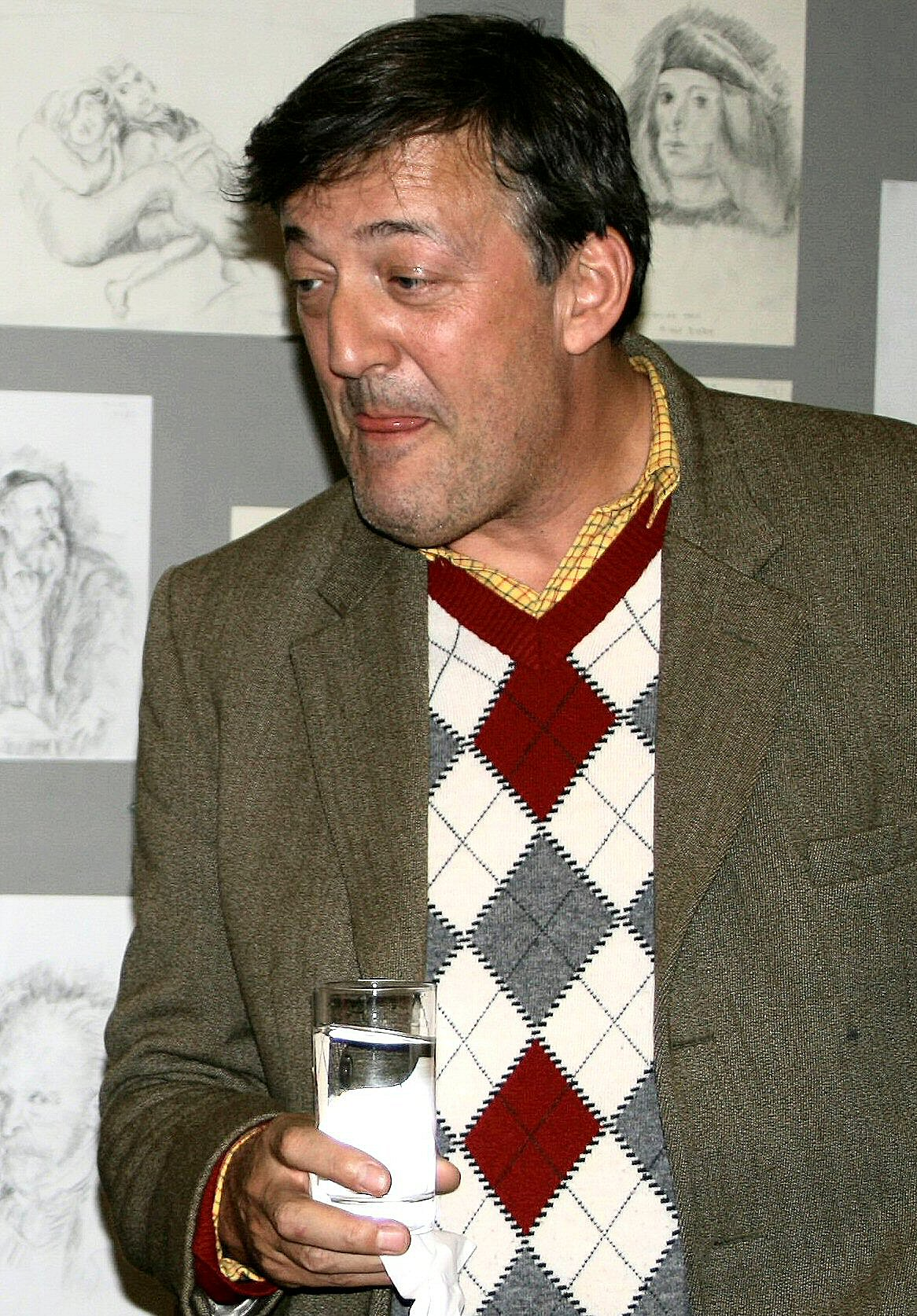
Stephen Fry Onno Quist
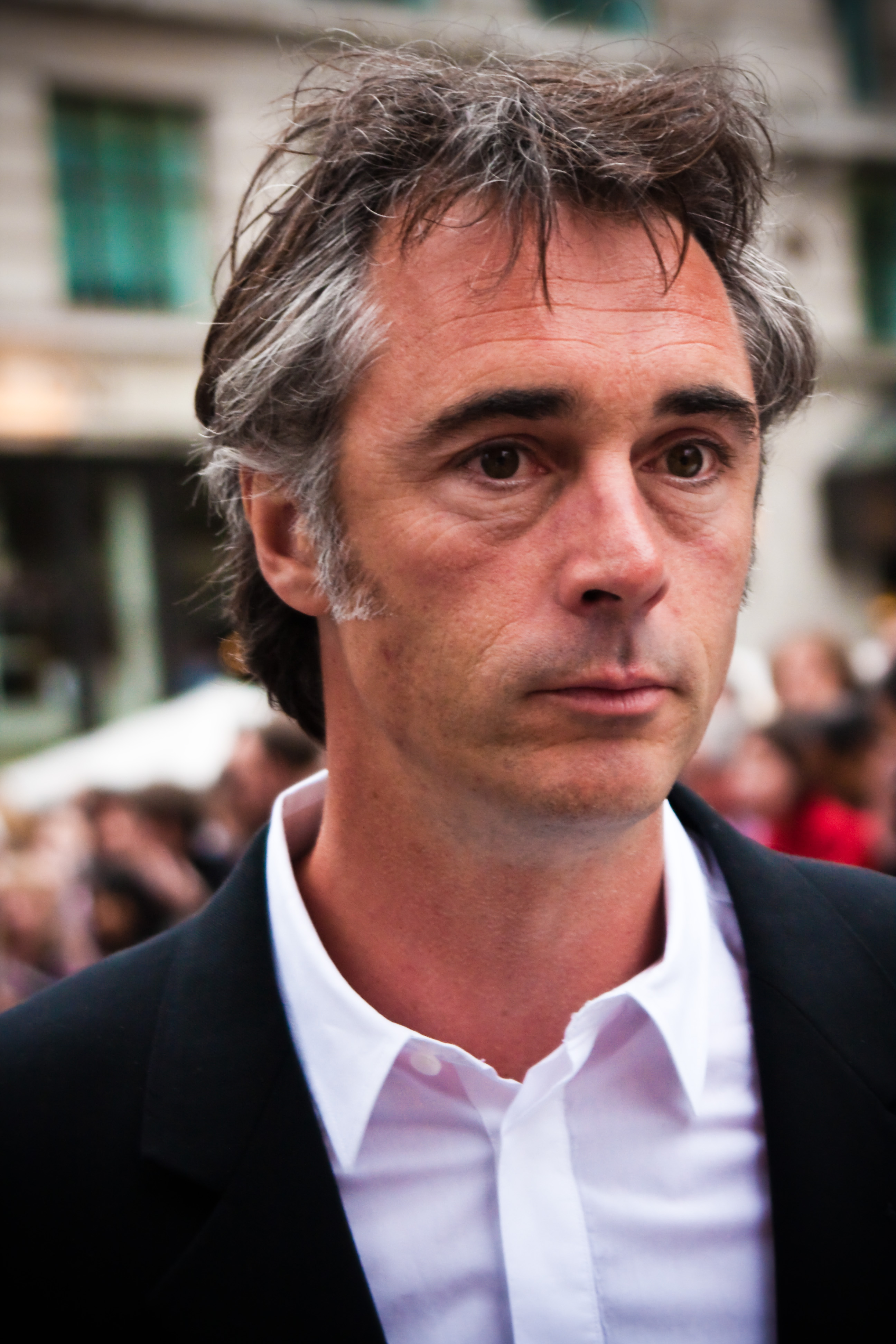
Greg Wise Max Delius

## Theaterbewerking
De ontdekking van de hemel wordt in 2014 bewerkt tot een toneelvoorstelling door Ignace Cornelissen en geproduceerd door Hummelinck Stuurman Theaterbureau.

## Kritiek
- De ontdekking van de hemel werd in 1993 wekenlang doelwit van venijnige kritiek in columns van Hugo Brandt Corstius in dagblad de Volkskrant. Het boek bevatte volgens hem veel "quasi-diepzinnige kletspraat".
- In 2007 verscheen een literaire kritiek in de vorm van een roman van de hand van Elsbeth Etty: Maak jezelf maar klaar. Hierin wordt het verhaal opnieuw verteld, echter vanuit het perspectief van Ada Brons.

## Verantwoording
De ontdekking van de hemel op Wikiquote